# Émetteur de Valenciennes Marly

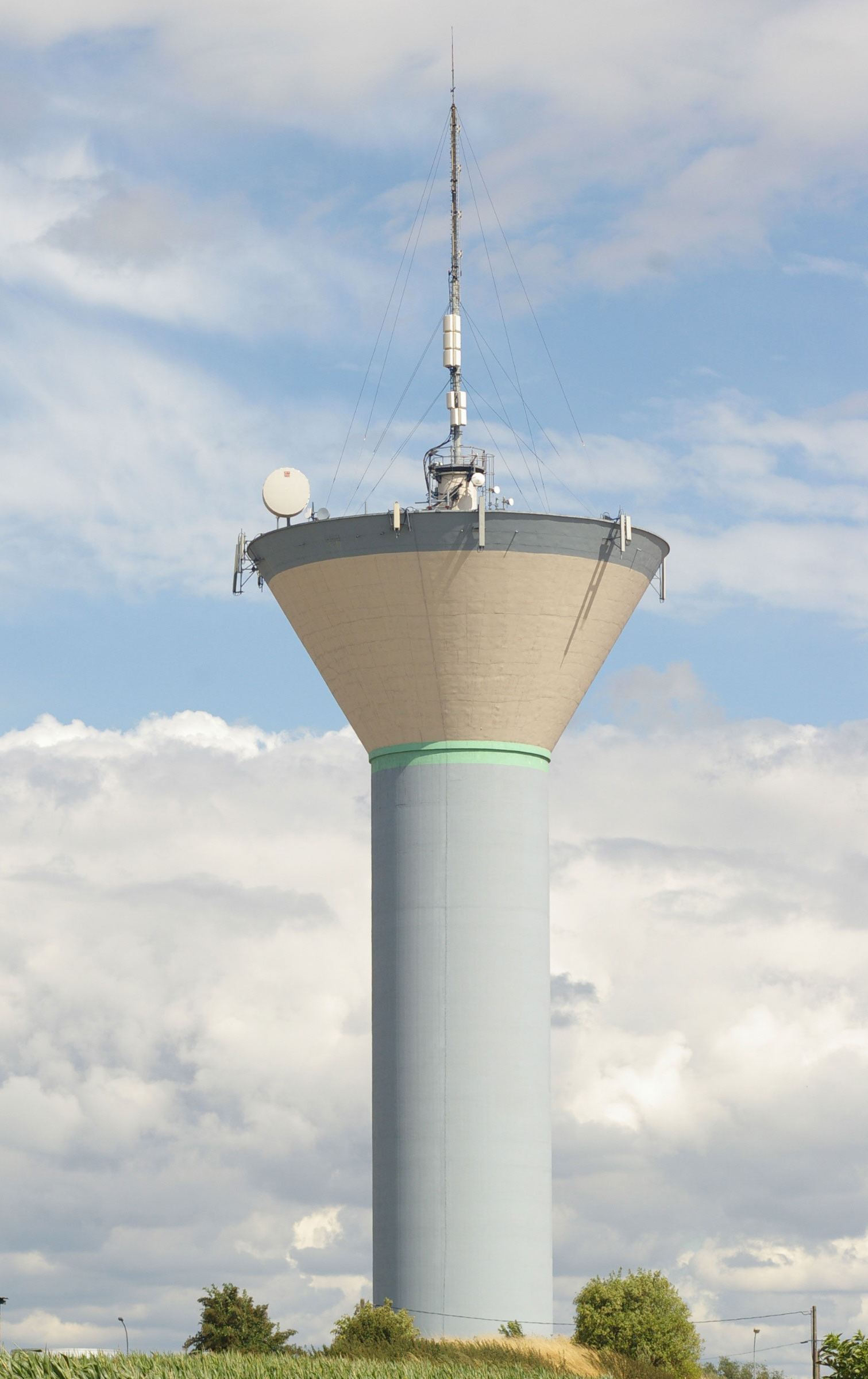
Vue de l'ancien émetteur de Valenciennes-Marly

L'émetteur de Valenciennes - Marly est un mât de radio et de télévision d'une hauteur de 61 mètres (dont un pylône (château d'eau + pylône) de 80 mètres) se trouvant sur la commune de Marly, non loin de Valenciennes.
En février 2023, l’émetteur est déplacé vers un pylône autostable d’une hauteur de 87 mètres situé en face, les services de radio FM, le DAB (diffusé jusqu’alors depuis la ville voisine de Saultain) ainsi que la TNT y sont dorénavant transmis, sans changements techniques notables.

## Couverture
L'émetteur de Valenciennes-Marly couvre toute l'Agglomération Valenciennoise (Nord). Il couvre une zone allant de Cambrai, à Vieux-Condé à la frontière belge.

## Radios FM
Depuis le château d'eau de Marly, les radios FM sont émises par l'opérateur TDF.
| Fréquence | Station         | Catégorie      | Puissance | Code RDS (PS) |
| --------- | --------------- | -------------- | --------- | ------------- |
| 87.7      | Ici Nord        | Radio publique | 300 W     | BLEUNORD      |
| 88.3      | Radio Classique | D              | 800 W     | CLASSIQ_      |
| 89.1      | RTL2 Nord       | C              | 1 kW      | __RTL2__      |
| 92.7      | Europe 1        | E              | 800 W     | EUROPE_1      |
| 95.5      | RTL             | E              | 300 W     | __RTL___      |
| 95.9      | RFM Nord        | C              | 500 W     | __RFM___      |
| 97.4      | Beur FM         | D              | 800 W     | BEUR_FM_      |

### Source
Les radios à Valenciennes sur annuaireradio.fr (consulté le 17 avril 2017).

## Télévision

### Analogique
| Chaîne                                      | Canal | Puissance (PAR) |
| ------------------------------------------- | ----- | --------------- |
| France 5 (de 03h à 19h) Arte (de 19h à 03h) | 49H   | 6 kW            |
| M6                                          | 38H   | 6 kW            |

Source : "Liste des anciens émetteurs de télévision français" (fichier PDF)
Ces 2 chaînes ont émis en analogique jusqu'au 1er février 2011. L'arrêt de l'analogique était initialement prévu le 7 décembre 2010.

### Numérique
La TNT a débuté le 21 décembre 2007 avec une puissance de 1 kW. En TNT, il recouvre ainsi près de 130 000 personnes.
Le canal 31, réservé au multiplex R5 (GR5), regroupant toutes les chaînes haute définition a été opérationnel le dimanche 31 mai 2009.
Le passage au tout numérique devait se passer le 7 décembre 2010, mais a été reporté au 1er février 2011, ainsi les émetteurs analogiques ont disparu en même temps, les canaux définitifs des multiplex numériques sont le 21, 23, 26, 27, 31 et 36.
Le 5 avril 2016, la TNT passe sous la norme HD MPEG-4, les doublons en SD de TF1, France 2, M6 et Arte disparaissent avec les 2 multiplexes R5 et R8. Une réorganisation des multiplexes est effectuée (les chaînes des R5 et R8 ont rejoint les 6 autres multiplexes) et la chaîne LCI passe en clair et change donc de numérotation (aujourd'hui chaîne n°26). La chaîne publique d'information en continu France Info arrive le 1er septembre 2016.

#### Canaux, puissances et diffuseurs des multiplexes
| Multiplex | Canaux | Puissances (PAR) | Diffuseur |
| --------- | ------ | ---------------- | --------- |
| R1        | 24H    | 1 kW             | TDF       |
| R2        | 23H    | 1 kW             | Towercast |
| R3        | 27H    | 1 kW             | Towercast |
| R4        | 26H    | 1 kW             | Towercast |
| R6        | 21H    | 1 kW             | Towercast |
| R7        | 29H    | 1 kW             | Towercast |

##### Source
Emetteurs TNT dans le Nord sur le forum de tvnt.net (consulté le 17 avril 2017).

## Téléphonie mobile
Les relais de téléphonie mobile sont installés sur les bords au sommet du château d'eau.
| Opérateur        | 2G  | 3G  | 4G  | FH  |
| ---------------- | --- | --- | --- | --- |
| Orange           | Oui | Oui | Oui | Non |
| SFR              | Oui | Oui | Oui | Oui |
| Free             | Non | Oui | Oui | Non |
| Bouygues Telecom | Non | Non | Non | Oui |

### Source
- Situation géographique du site sur cartoradio.fr (consulté le 17 avril 2017).